# Michael Burnham
Michael Burnham è un personaggio immaginario dell'universo fantascientifico di Star Trek. Interpretata da Sonequa Martin-Green e da Arista Arhin, appare nelle serie televisiva Star Trek: Discovery. In versione animata appare inoltre nella serie televisiva antologica Star Trek: Short Treks, dove viene doppiata da Kyrie Mcalpin. Il personaggio, con la voce di Sonequa Martin-Green, è inoltre protagonista della webserie Star Trek: Discovery Logs.
Dopo avere ricoperto ruolo di primo ufficiale a bordo della nave stellare USS Shenzhou capitanata da Philippa Georgiou (Michelle Yeoh), diviene specialista scientifico sotto il comando di Gabriel Lorca (Jason Isaacs) e Christopher Pike (Anson Mount), poi primo ufficiale sotto il comando di Saru (Doug Jones) e infine capitano della USS Discovery.
Bryan Fuller ha concepito il personaggio basandosi sull'impatto culturale di Uhura interpretata da Nichelle Nichols nella serie classica, così come di Mae Jemison e Ruby Bridges. Viene inoltre introdotta la parentela adottiva con Spock (Ethan Peck), poiché orfana, viene adottata da Sarek (James Frain), andando a vivere su Vulcano, cosa che ha generato alcune reazioni nei fan, che hanno dibattuto se questo possa essere considerato canonico.
L'evoluzione del personaggio è stata largamente approvata dalla critica, che ha considerato positivo porre al comando di un'astronave una donna nera per la prima volta nella storia di Star Trek e le recensioni sull'interpretazione di Soneqa Martin-Green sono state positive.

## Storia del personaggio

### Antefatti
Michael Burnham nacque da genitori umani, che furono uccisi quando lei era bambina, durante un'incursione da parte dei Klingon in una struttura di ricerca umano-vulcaniana su Doctari Alpha, dove viveva la famiglia. In seguito venne adottata dall'ambasciatore vulcaniano Sarek (James Frain) e dalla di lui moglie umana Amanda Grayson (Mia Kirshner), che sono anche i genitori biologici dell'ufficiale della Flotta Stellare Spock, trasferendosi sul pianeta natale Vulcano. Burnham è stata la prima umana a frequentare sia il Centro di Apprendimento Vulcaniano sia l'Accademia delle Scienze Vulcaniana, formandosi come xenoantropologa. Dopo aver completato l'accademia è stata portata da Sarek, che ha condiviso con lei il proprio Katra, sulla USS Shenzou, per ricongiungersi alla sua gente.
La decisione di legare Burnham alla storia del personaggio della serie originale Spock è stata controversa. Beth Elderkin di io9 ha affermato che «spezza il canone» e che «sembra che Spock ignori completamente qualcuno che sembrava dover essere una parte importante della sua vita, specialmente da parte di qualcuno entrato nella sua vita dopo tale tragedia». Di differente opinione Laurie Ulster di TrekMovie.com, che ritiene che la decisione «non rappresenti un grosso problema», contrariando l'opinione della Elderkin su Spock e ricordando che Spock non ha mai menzionato nemmeno il fratellastro Sybok, fino a quando questo non è apparso nel film Star Trek V - L'ultima frontiera (Star Trek V: The Final Frontier); né ha mai parlato dei genitori Sarek e Amanda, fin quando questi non appaiono nell'episodio Viaggio a Babel (Journey to Babel); così come i numerosi "fratelli segreti" inseriti in Star Trek.

### Star Trek: Discovery

#### Ammutinamento
Nel primo episodio Il saluto vulcaniano (The Vulcan Hello), Michael Burnham è già da sette anni membro dell'equipaggio della USS Shenzou sotto il comando di Philippa Georgiou. La serie inizia con l'incontro tra la Shenzhou e i Klingon e Burnham che si ammutina, violando le regole della Flotta Stellare, ordinando di fare fuoco sulla nave nemica, nel tentativo di salvare il capitano e la propria astronave dai Klingon. Il suo piano non ha successo e lei viene messa agli arresti. Nel successivo episodio Battaglia alla stella binaria (Battle at the Binary Stars), Burnham fugge dalla prigione e convince Georgiou a prendere T'Kuvma in ostaggio. Le due si teletrasportano sulla nave Klingon dove T'Kuvma uccide Georgiou e Burnham, per reazione, uccide T'Kuvma, facendone così un martire per il suo popolo. Accusata di ammutinamento, degradata, viene imprigionata con la sentenza dell'ergastolo.
L'ammutinamento di Burnham rappresenta la pietra angolare di tutta la serie, ma è anche visto come uno dei punti più controversi riguardo l'apparente mancanza di riguardo nei confronti del canone e della continuità di Star Trek. Nell'episodio La ragnatela tholiana (The Tholian Web), della serie classica, mentre stavano investigando sulla perdita della USS Defiant, il capitano Kirk e l'equipaggio del'Enterprise scoprono che l'intero equipaggio della Defiant è morto. L'intero equipaggio della nave era infatti impazzito, uccidendosi l'un l'altro. In quell'episodio Chekov chiede a Spock se ci sia mai stato un ammutinamento nella Flotta Stellare prima, al che Spock risponde: "non c'è assolutamente alcuna registrazione di una tale circostanza", il che sarebbe impossibile, dal momento che circa 10 anni prima la sorella adottiva di Spock era divenuta la prima e più famigerata ammutinata nella storia della Flotta Stellare. Alla fine della seconda stagione di Discovery c'è un tentativo di rimettere la serie in linea con il canone, quando la Flotta Stellare ordina a Spock e agli altri di non rivelare mai quanto accaduto alla Discovery o anche solo menzionare la sua esistenza, ma l'ammutinamento è avvenuto sulla Shenzhou ed era ben conosciuto dai membri della Flotta, così come si vede nell'episodio Battaglia alla stella binaria.

#### USSDiscovery
Nell'episodio Il contesto è per i re (Context Is for Kings), il capitano della Discovery Gabriel Lorca (Jason Isaacs), lodandone il comportamento che ritiene prezioso in tempo di guerra, riporta Michael Burnham in servizio con un incarico temporaneo, quale scienziato, ma priva di grado. Burnham viene accolta con ostilità da parte dell'equipaggio della Discovery, parte del quale proviene dalla Shenzhou, essendo considerata responsabile dell'inizio della guerra con i Klingon. Burnham alla fine stringe amicizia con la sua compagna di stanza, Sylvia Tilly (Mary Wiseman).
Nell'episodio Al coltello del macellaio non interessa il lamento dell'agnello (The Butcher’s Knife Cares Not for the Lamb’s Cry), Lorca ordina a Burnham ed Ellen Landry (Rekha Sharma) di trovare un modo per addomesticare Ripper, un violento e macroscopico tardigrado trovato sulla USS Glenn, vascello gemello della Discovery. Burnham ipotizza che il comportamento del tardigrado sulla Glenn fosse di natura difensiva e che l'animale non sia per natura violento, poiché l'analisi biologica ha evidenziato essere erbivoro. Ma, a causa della guerra con i Klingon in corso, Landry, alla disperata ricerca di risultati, spara all'animale con un phaser, il che lo porta a reagire e a ucciderla. Burnham viene quindi a sapere che il capitano Georgiou le aveva lasciato in eredità un telescopio, oggetto prezioso, poiché tramandato dalla sua famiglia per centinaia di anni, ritenendo Burnham un'esploratrice curiosa e credendo che abbia ottenuto un proprio comando.
Nell'episodio Scegli il tuo dolore (Choose Your Pain), Burnham esprime la propria preoccupazione per i salti con il motore a spore sfruttando Ripper come navigatore, mentre Saru (Doug Jones) svolge la funzione di capitano dopo il rapimento di Lorca da parte dei Klingon. Saru è indignato con Burnham per aver disattivato il motore a spore a sua insaputa e per aver cercato sequenze di DNA compatibili per sostituire Ripper. Burnham suggerisce che una sostituzione con un essere umano sarebbe possibile, ma Saru ignora la sua opinione, definendola una predatrice. Più tardi Burnham gli chiede se ha paura di lei, ma lui le confessa di essere geloso, perché avrebbe voluto imparare tutto da Georgiou e invece lo ha fatto lei, che, anziché diventare capitano e trasmettergli a sua volta la sua esperienza, le sue azioni l'hanno portato a essere impreparato nello svolgere il ruolo di capitano. Burnham dona a Saru il telescopio di Georgiou, sentendo di non meritarselo. Burnham libera Ripper nello spazio e il tenente Stamets, che si è iniettato il DNA del tardigrado, diventa il nuovo navigatore del motore a spore.
Nell'episodio Lete, Sarek viene quasi ucciso e Michael Burnham è costretta a salvarlo. Scopre così che ha scelto il proprio figlio biologico, Spock, al suo posto, perché a Sarek è stata data la possibilità di inviare un solo bambino al Gruppo di Spedizione Vulcaniano, considerando entrambi i bambini degli "esperimenti" (l'uno per metà umano e per metà vulcaniano, l'altra completamente umana indottrinata nella cultura vulcaniana). La decisione alla fine si rivela inutile, dal momento che Spock preferisce unirsi alla Flotta Stellare, dopo che Burnham è stata costretta ad andarsene. Dopo aver soccorso e recuperato Sarek, Burnham tenta di convincerlo ad aprirsi con lei sul loro incontro. Sarek finge di non esserne a conoscenza, ma Burnham lo affronta, dicendogli che sta mentendo e che più fare di meglio, aggiungendo che un giorno avranno quella conversazione e se ne va, chiamandolo "padre" per fargli dispetto dopo che lui ha affermato che tecnicamente non sono una famiglia, dal momento che non sono biologicamente imparentati. Burnham inizia anche a sviluppare un'amicizia con Ash Tyler (Shazad Latif), che la aiuta con Sarek, che la sta respingendo.
Nell'episodio Toglie di senno fin anche i più saggi, Harry Mudd (Rainn Wilson) prende il controllo della Discovery e mantiene la nave bloccata in un loop temporale, in modo da poter completare il proprio piano e vendere la nave ai Klingon. Burnham si sente a disagio, perché sta lottando contro i suoi sentimenti nei confronti di Tyler. Stamets (Anthony Rapp), l'unico che, grazie al DNA del tardigrado, è in grado di avere consapevolezza del loop temporale, avverte Burnham e contemporaneamente l'aiuta ad affrontare i propri sentimenti nei confronti di Tyler, portandola a manifestarli, baciandolo mentre i due ballano assieme. Burnham quindi manipola Mudd, riuscendo infine a uscire dal loop temporale.
Nell'episodio Nella foresta mi addentro, Burnham convince Lorca a lasciarla entrare nella nave sarcofago dei Klingon, dove Burnham combatte contro Kol (Kenneth Mitchell) e recupera il distintivo di Philippa Georgiou, prima di ucciderlo. La Discovery attacca la nave klingon e la distrugge. Burnham nota che Tyler ha un attacco di stress post-traumatico quando incontra L'Rell (Mary Chieffo), e in seguito scopre che Tyler le ha permesso di avere rapporti sessuali con lui per rimanere in vita.

#### Universo dello specchio
Nell'episodio Vostro malgrado, la Discovery finisce nell'universo dello specchio, dove Burnham si finge la propria controparte, per scoprire come tornare indietro. Nel suo nuovo ruolo, scopre dapprima che Tyler in realtà è Voq, un agente Klingon (Il lupo dentro), e che Lorca proviene dall'universo dello specchio (Sfrenata ambizione).

#### Fine della guerra tra Klingon e Federazione
In Il passato è il prologo, la Discovery torna nel proprio universo, dove Burnham chiede asilo politico per l'imperatrice e rompe la relazione con Tyler (La guerra fuori, la guerra dentro). Nell'ultimo episodio della prima stagione, Mi prenderai per mano?, Burnham salva Qo'noS dalla devastazione in cambio della promessa dei Klingon di non attaccare la Terra. I suoi sforzi per mettere fine al conflitto le valgono il reintegro nella Flotta Stellare col medesimo grado di comandante, ma come ufficiale scientifico. 

#### L'Angelo Rosso, la Sfera e Controllo
All'inizio della seconda stagione, Burnham si trova agli ordini di Christopher Pike, il quale sta indagando su alcuni segnali misteriosi che Burnham scopre poi essere legati a Spock (Fratello). Investigando giungono al relitto della Hiawatha, dove salvano Jet Reno e altri membri dell'equipaggio, prima che Burnham abbia una visione di una figura angelica rossa. Successivamente, in Nuovo Eden, seguendo un altro segnale, Burnham visita una comunità umana rimasta separata dalla Terra dove anche lì vi è traccia della figura angelica. Continuando le indagini, nell'episodio Punto di luce, Burnham scopre che Spock è ricercato per aver ucciso tre persone e che da bambino aveva visto la figura angelica; aiuta inoltre Sylvia Tilly a liberarsi da un parassita che però si impossessa di nuovo di lei in Un obolo per Caronte; Saru, nel frattempo, le chiede di aiutarlo in un rito che dovrebbe condurlo alla morte. Per salvare Tilly, Burnham e Stamets entrano nel mondo delle spore da cui escono sia con la ragazza sia con il dottor Culber (Santi dell'imperfezione). In Rombo di tuono, Burnham continua l'indagine sui segnali misteriosi scendendo con Saru sul suo pianeta. Tornata sulla Discovery, decide di andare su Vulcano dove scopre che sua madre aveva tenuto nascosto Spock che pare aver perso il senno. Sarek la convince a consegnarlo alla Sezione 31 ma lei non si fida e fugge assieme a Spock (Luce e tenebre). Egli le chiede poi di condurlo su Talos IV, dove i locali possono aiutarlo grazie ai loro poteri telepatici ma, in cambio, Burnham deve mostrare loro i propri ricordi relativi alla dura relazione con il fratello (Se ben ricordo). In Progetto Daedalus Burnham sale a bordo della base stellare dov'è situato Controllo, l'intelligenza artificiale della Flotta e lì si ritrova a lottare contro Airiam, un membro della Discovery tecnologicamente modificata e influenzata da Controllo. Nell'episodio L'Angelo Rosso, Burnham scopre che l'angelo potrebbe essere lei stessa dal futuro e che Leland è responsabile della morte dei suoi genitori. Al termine dell'episodio, Burnham scopre che l'angelo è sua madre. Utilizzando la tuta della donna, Burnham tenta di inviare i dati della Sfera, bramati da Controllo, nel futuro ma Leland glielo impedisce e Burnham perde nuovamente la madre (Perpetua infinità). In seguito, Burnham e Spock salgono a bordo di una nave della Sezione 31 dove trovano un solo membro dell'equipaggio vivo, di cui però si è impossessato Controllo, il quale viene fermato da Spock prima che riesca a prendere possesso anche di Burnham (Attraverso la valle delle tenebre). Ormai assediati dalla flotta di Controllo, Burnham suggerisce a Pike di costruire una copia della tuta della madre per guidare la Discovery in un wormhole temporale (Un dolore così dolce (prima parte)) e, infine, viaggia attraverso il wormhole, dopo aver inviato i vari segnali su cui la Discovery aveva indagato fino ad allora (Un dolore così dolce (seconda parte)).

## Relazioni
Michael Burnham è figlia degli scienziati Mike Burnham e Gabrielle Burnham, membri della Sezione 31 della Flotta Stellare. In seguito alla morte del padre e alla presunta morte della madre, Michael Burnham va a vivere su Vulcano, dove viene adottata da Sarek e Amanda Grayson, divenendo così sorella adottiva di Spock e Sybok. Queste modifiche nella biografia di Spock hanno generato reazioni da parte dei fan, che hanno a lungo dibattuto sulla possibilità che queste modifiche possano alterare il canone di Star Trek e la continuità del franchise.
Nel XXIII secolo ha una relazione con Ash Tyler, fino a quando non scopre essere in realtà il Klingon Voq. Nel XXXII secolo ha una relazione con Cleveland "Book" Booker, la prima persona che incontra quando arriva nel futuro grazie alla tuta dell'Angelo Rosso. Tuttavia il loro rapporto si incrina quando Book, unitamente a Ruon Tarka, cerca di distruggere la DMA della specie 10-C, contro la volontà della Federazione.
Nell'universo dello specchio viene invece adottata dall'Imperatrice Philippa Georgiou, ma, credendola indebolita, trama contro di lei per ucciderla, in combutta con Gabriel Lorca, di cui diviene l'amante.

## Sviluppo
Nel dicembre 2016 viene annunciato che l'attrice Sonequa Martin-Green avrebbe interpretato il ruolo principale della serie Star Trek: Discovery, un personaggio inizialmente chiamato Rainsford. Nelle precedenti avventure di Star Trek, Spock non aveva mai fatto menzione di avere una sorella. Il produttore esecutivo Alex Kurtzman ha spiegato che la storia familiare di Burnham sarebbe stata rivelata in modo da non sconvolgere la continuità del canone esistente. A differenza dei precedenti protagonisti di Star Trek, Burhnam non viene presentata come capitano di un'astronave, «così da permettere di vedere un personaggio da una prospettiva diversa sull'astronave, che ha relazioni dinamiche diverse con un capitano, con i subordinati, così da fornirci un contesto più ricco».
In origine il personaggio doveva essere chiamato solo con il nome di Numero Uno, così da omaggiare l'omonimo personaggio interpretato da Majel Barrett nel pilota Lo zoo di Talos della serie originale. Con i cambiamenti della trama avvenuti in pre-produzione, il personaggio viene ritenuto colpevole di ammutinamento e non è più un primo ufficiale entro la fine dell'episodio pilota. Pertanto il nome di Michael Burnham viene rivelato durante il primo episodio, facendo rapidamente di Numero Uno il suo nome informale, così come avvenuto per William Riker, primo ufficiale della Enterprise D nella serie Star Trek: The Next Generation. La decisione di non incentrare la serie su un capitano, come nelle precedenti serie di Star Trek, venne presa per «mostrare un personaggio da una diversa prospettiva – un personaggio che ha delle relazioni diverse con il capitano, con i subordinati, ci permette di ampliare il contesto».
Il creatore della serie Bryan Fuller ha deliberatamente dato al personaggio interpretato da Sonequa Martin-Green un nome tradizionalmente maschile, cosa che aveva già fatto con le protagoniste femminili George Lass, Jaye Tyler e Charlotte "Chuck" Charles, in tre delle sue serie precedenti. Martin-Green ha deciso inoltre che il personaggio prendesse il nome da suo padre. In un'intervista a TV Guide, ha spiegato il motivo per cui il personaggio è stato chiamato con un nome tradizionalmente maschile: «Abbiamo lavorato in molti spettacoli con Bryan, e questo è un motivo. È una sua caratteristica distintiva chiamare le protagoniste dei suoi lavori con nomi tipicamente maschili». Ritenendo che il nome fosse «figo e diverso» lo ha presentato spiegando: «[stavo] pensando all'editorialista Michael Sneed, che scrive per il Chicago Sun-Times, e alla bassista delle Bangles Michael Steele». Aggiungendo: «E, naturalmente, c'è anche un arcangelo che si chiama Michele, e ha avuto molta importanza per noi». Sonequa Martin-Green ha espresso entusiasmo per il nome, apprezzandone il simbolismo e anticipando un futuro più fluido di genere e di pari opportunità. Del nome, ha detto, «ho apprezzato l'affermazione che fa da sola questa donna con questo nome maschile, solo parlando del miglioramento di come vediamo uomini e donne in futuro».
Bryan Fuller ha avuto numerose ispirazioni per concepire il personaggio di Michael Burnham. Ha citato l'impatto culturale del personaggio di Uhura interpretata da Nichelle Nichols, affermando: «Non riuscivo a smettere di pensare a quante persone di colore siano state ispirate vedendo Nichelle Nichols sul ponte di una nave [come tenente Uhura nella serie originale]». Un'altra ispirazione è venuta dall'eredità di Ruby Bridges, la prima bambina di colore a frequentare una scuola elementare tutta bianca in Louisiana, così come da Mae Jemison, la prima donna di colore a viaggiare nello spazio.
Martin-Green ha definito il suo personaggio «l'unico essere umano non solo ad aver frequentato l'Accademia delle Scienze Vulcaniana, ma anche a eccellere in intelletto e livello di intelligenza». Ha inoltre definito il suo personaggio «altamente disciplinato, ancorato ai principi, mentre la dicotomia Vulcaniana-Umana che vive dentro di lei è emblematica della sua personalità. Sono le due realtà che vivono dentro di me in ogni momento».

### Casting

#### Audizioni
Per i produttori, il processo di casting è stato impegnativo. Hanno cercato a lungo e duramente un attore che natura di Burnham, divisa tra Vulcaniana e Umana. Herberts ha affermato: «Abbiamo fatto audizioni a molte persone e si sono rivelate troppo robotiche e fredde o troppo emotive. La cosa bella della performance di Sonequa è stata che era in grado di recitare due, tre, quattro cose contemporaneamente. Nel suo mestiere è in grado di essere al contempo distaccata e calorosa, logica, ma in grado di cedere il suo lato emotivo al pubblico». Alex Kurtzman pensava che il personaggio necessitava di un'interpretazione che sapesse mostrare una «notevole dualità al suo interno», essere «altamente emotiva» e allo stesso tempo «di contenuto». «A differenza di Spock, che è per metà umano e per metà Vulcaniano, lei è completamente umana, ma è stata addestrata alla disciplina vulcaniana di soppressione delle emozioni e questo risulta molto impegnativo per lei... Puoi vedere quella partita di wrestling che si svolge dentro di lei in ogni momento. Quella era la cosa più importante per definire il personaggio e penso che avessimo la sensazione che [Sonequa] l'avesse compreso intuitivamente». Ha inoltre espresso le sfide nello scegliere un'attrice per la parte affermato: «È una cosa difficile da imparare per gli attori. O hai la capacità di farlo naturalmente, oppure no. E se non ce l'hai, ogni cosa stonerà... E quando [Sonequa] ha ha letto la sua parte, tutti abbiamo tirato un enorme sospiro di sollievo, perché ci ha trasmesso un'autenticità immediata. Era chiaro che la parte non sarebbe stata difficile per lei».
Sonequa Martin-Green ha incontrato per la prima volta il co-creatore di Discovery Bryan Fuller al New York Comic-Con nell'ottobre 2016. In quell'occasione Fuller le ha parlato del personaggio di Burnham, un'orfana umana cresciuta sul pianeta Vulcano insieme a Spock, personaggio interpretato da Leonard Nimoy nella serie originale, portandola a un conflitto con le sue due identità culturali. Sapendo che il suo personaggio di Sasha nella serie The Walking Dead sarebbe stato ucciso, Martin-Green ha così accettato di partecipare a un'audizione per la parte in Discovery. La rete televisiva AMC ha tuttavia rifiutato di svincolarla dal suo contratto, portando la CBS a cercare altrove. Fuller ha raccontato di aver insistito a lungo perché Martin-Green entrasse a far parte del cast di Discovery, ma la CBS ha sempre rifiutato, in quanto in attesa che l'AMC la liberasse dal contratto quando la morte di Sasha non fosse apparsa sullo schermo. Il secondo ritardo nella messa in onda della prima puntata di Discovery, slittata da maggio a settembre, era dovuto proprio alle restrizioni imposte dal contratto dell'attrice, anche se il primo ritardo le ha aperto le porte per ottenere il ruolo. Ha tenuto un'audizione di persona a dicembre e poi ha iniziato a girare in gennaio. Quando ha ottenuto la parte, ha espresso nervosismo ed eccitazione, affermando: «Quando ho iniziato, ho avuto una fase di "fuori di testa". Ho avuto un momento quasi catatonico quando ho pensato "Che sta succedendo?" e ho capito molto rapidamente che non sarei potuta vivere lì e non avrei potuto creare lì. Lo dovevo alla storia e lo dovevo all'eredità. E dovevo concentrarmi sulla gratitudine. Dovevo concentrarmi sulla passione per la visione della storia che stavamo realizzando».

#### Comunicazioni
Nel dicembre 2016 è trapelato il casting per il personaggio di Michael Burnham, ancora sotto lo pseudonimo di "comandante Rainsford", e molti hanno cominciato a ipotizare che il ruolo precedente di Sasha, interpretato da Sonequa Martin-Green in The Walking Dead, sarebbe giunto al termine. Dopo l'annuncio, Nichelle Nichols ha twittato: «Con tutto il mio amore @SonequaMG, da quando l'ho sentito non faccio che sorridere. Li metterai al tappeto». Charlie Jane Anders di Wired ha scritto che aver scritturato Martin-Green per la parte avrebbe soddisfatto la visione di Star Trek, aggiungendo: «È fin troppo facile vedere l'umanesimo di Star Trek come una mera questione di abbracciare la scienza e rifiutare la barbarie, perché questo significherebbe perdere di vista ciò che rende la visione di Star Trek così potente. La diversità è parimenti una parte fondamentale della visione di Star Trek di un futuro migliore per l'umanità. Nell'ideale mondo del XXIV secolo, ogni essere umano ha l'opportunità di raggiungere il suo pieno potenziale, sia nella scienza sia in qualsiasi altra cosa; qualsiasi cosa inferiore a questo non rappresenta un reale progresso». Lo showrunner di The Walking Dead ha ammesso la notizia dell'ingaggio di Sonequa Marting-Green sia trapelato, rivelando informazioni sulla trama degli episodi non ancora trasmessi, ma ha anche riconosciuto che «la gente di Star Trek è stata fortunata con il tempismo».
Sull'importanza e l'impatto del suo ruolo in Discovery, Martin-Green ha dichiarato: «Il mio ingaggio significa che il cielo è il limite per tutti noi. Penso che quello che stiamo vedendo nei nostri media in questo momento, sia una spinta a sminuire, a svalutare e a far sentire alle persone che il cielo non è il limite per loro, che sono fatti per la terra. Quindi avermi come protagonista, femminile di colore, di Star Trek, faccia esplodere tutto in un milione di pezzi. Sarò eternamente grata al fatto che il cast diversificato del nostro show significhi che ora siamo parte del discorso e, si spera, parte del rendere il mondo un posto migliore, per quanto questo possa suonare banale. Perché ci credo davvero e penso che sia vitale per tutti noi in questo momento». Nichelle Nichols e Sonequa Martin-Green hanno posato assieme sul tappeto rosso alla prima di Star Trek: Discovery. Martin-Green ha condiviso su Instagram ciò che Nichols le ha sussurrato: «Goditi questo momento. Ora è tuo». Sonequa Martin-Green ha poi elogiato Nichols affermando: «Che benedizione, che donna. Sono in piedi sulle tue spalle, Nichelle Nichols».

## Interpreti

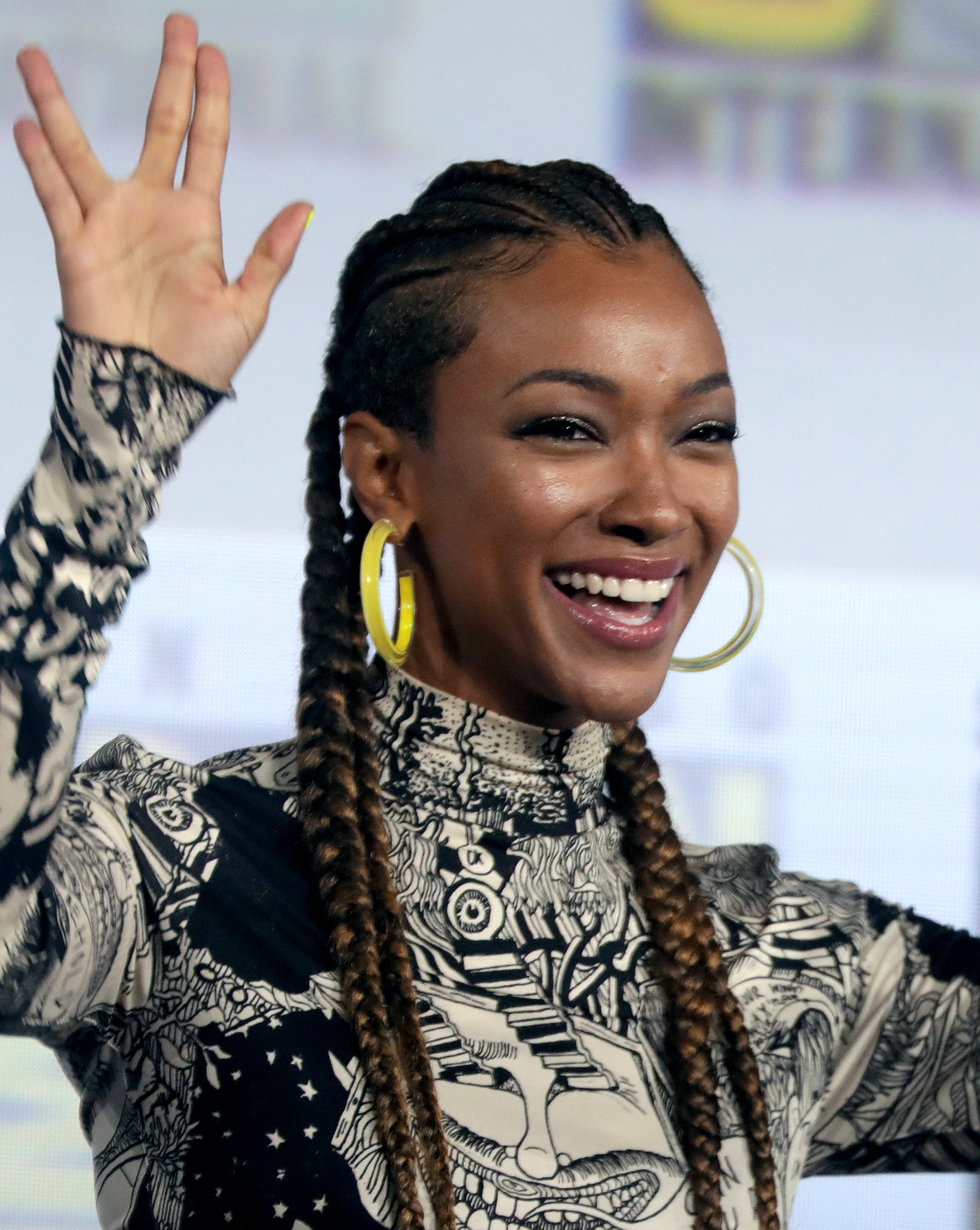
Sonequa Martin-Green, interprete di Michael Burnham

Michael Burnham viene interpretata dall'attrice Sonequa Martin-Green, che approda alla parte dopo aver preso parte a serie come The Walking Dead, C'era una volta e New Girl. Oltre a impersonare Burnham nella serie Star Trek: Discovery, l'attrice Sonequa Martin-Green presta la voce al personaggio anche nella webserie antologica Star Trek Logs, che viene pubblicata online sul profilo ufficiale Star Trek Logs sulla piattaforma Instagram. L'attrice è doppiata nell'edizione italiana della serie da Gemma Donati.
Nei numerosi flashback presenti nelle prime due stagioni di Discovery, viene interpretata da giovane dall'attrice Arista Arhin, che arriva alla serie dopo essere già apparsa in un paio di altre serie televisive. Inoltre, nella serie televisiva antologica Star Trek: Short Treks il personaggio appare solamente nell'episodio animato The Girl Who Made the Stars, con la voce di Kyrie Mcalpin.
Nell'edizione in lingua italiana della serie televisiva Star Trek: Discovery, Michael Burnham viene doppiata da Gemma Donati.

## Accoglienza
Chris Harnick ha recensito per E! i primi due episodi di Discovery e ha considerato la performance di Martin-Green l'elemento più forte dello show. Ha elogiato la sua recitazione come Umana cresciuta in un mondo vulcaniano dicendo: «Il conflitto emotivo tra le due ideologie in Michael Burnham è forse la parte più interessante della serie e presenta un'affascinante finestra sul mondo di Star Trek: Discovery». Scrivendo su Vulture per l'episodio Il contesto è per i re, Daniel Mallory Ortberg si è riferito a Martin-Green come «la migliore» a cui «viene dato molto di più su cui lavorare ed è, a sua volta, accattivante, affascinante (non sapevo di volerla vedere arrancare attraverso una serie di tubi di Jefferies recitando Alice nel Paese delle Meraviglie fino a quando non è successo), e straziantemente accattivante».
Chaim Gartenberg su The Verge ha elogiato l'unicità di Burnham rispetto ai precedenti protagonisti di Star Trek dicendo: «Nessun protagonista che abbiamo visto finora in Star Trek è come lei, e non solo perché non comanda un'astronave o una stazione spaziale. Ha un carattere molto più completo e umano di qualsiasi altro capitano precedente, con un grave trauma causato da un attacco klingon che l'ha lasciata predisposta all'odio per la razza guerriera. E mentre Star Trek in passato ha ben scandagliato il fatto che "il personaggio principale ha dei demoni [interiori]", in particolare con Sisko e Picard, Burnham è molto più avvincente per non essere un'Umana impeccabile sotto ogni aspetto come lo erano i suoi predecessori, protagonisti delle altre serie».
TV Guide ha inserito Martin-Green nella classifica delle "25 migliori performance televisive del 2017", posizionandola al 14º posto. L'articolo sottolineava: «Martin-Green ha fornito il tipo di performance che illumina ogni momento in cui lei è sullo schermo. Ecco come nascono le star». David Bedwell di CultureFly ha incluso Burnham nella lista degli "11 migliori personaggi televisivi del 2017" dicendo: «Con la prima protagonista femminile nera e un personaggio tutt'altro che schietto, Sonequa Martin-Green ha molto su cui affondare i denti».
Variety ha aggiunto Martin-Green, nel ruolo di Burnham, nella lista delle migliori star televisive emergenti del 2017. Joe Otterson ha dichiarato: «Nonostante molte notizie negative emerse prima della première di Discovery (inclusi numerosi ritardi nella data di lancio), Martin-Green ha abilmente accettato la sfida di guidare il nuovo capitolo dell'iconico franchise di fantascienza. La sua interpretazione dell'ammutinata della Flotta Stellare Michael Burnham ha reso il nuovo show davvero degno di nota».
Martin-Green è stata scelta come interprete della settimana di TVLine per l'episodio Il lupo dentro poiché «ha trasmesso lo shock risultante in modo straziante, con gli occhi pieni di lacrime mentre Burnham era costretta a puntare un phaser contro l'uomo che pensava di amare». «Altrettanto abile» – aggiungono – «nelle grandi scene d'azione e nei momenti tranquilli, Martin-Green è stata il collante che ha tenuto insieme Star Trek: Discovery per tutta la stagione – e tutte quelle settimane di emozioni represse hanno reso ancora più splendida la vetrina di questa settimana di grande impatto. Speriamo che Burnham abbia lunga vita e prosperità».
Analizzando l'intera prima stagione, Marissa Martinelli di Slate ha ritenuto che Martin-Green abbia salvato Discovery dal «perdersi in un labirinto di colpi di scena. [...] Da Umana cresciuto con i Vulcaniani, sarebbe stato facile trasformare Burnham in un altro Spock o Data, con la sua umanità sepolta sotto strati di logica. Invece Martin-Green la interpreta con un feroce carisma e calore, rendendo Burnham non solo una bussola nella natura selvaggia ma anche una luce nell'oscurità», anche se la recensitrice ha ritenuto che l'arco narrativo di Burnham si sia concluso «troppo bene».
Alcuni critici hanno avuto una reazione negativa all'arco narrativo di Burnham. Andy Vandervell per Wired ha espresso disappunto per la conclusione dell'arco della prima stagione di Burnham dicendo: «Capisco cosa stavano cercando di fare con il finale, completando il viaggio di Michael Burnham da ammutinata a salvatrice della Federazione, sia in senso letterale sia figurato, ma l'esecuzione è stata così goffa e deludente da minare tutto il peso emotivo della sua storia». Zack Handlen per The A.V. Club ha commentato: «Posso vedere come Burnham sia cambiata (il viaggio nell'Universo dello Specchio le ha insegnato le conseguenze del pensiero brutale), ma lo show ha fatto un lavoro pessimo nello stabilire il personaggio e le motivazioni della Flotta Stellare e della Federazione per l'improvvisa decisione di commettere un omicidio su una scala così massiva e senza precedenti sono allo stesso tempo scioccanti e del tutto senza peso».
Liz Shannon Miller per IndieWire e Victoria Luxford per Metro hanno apprezzato le conclusioni dell'arco narrativo di Burnham. Miller ha detto: «Il lungo discorso di Burnham al consiglio federale che ha premiato lei e i suoi compagni di equipaggio con meritati onori ha avuto molti momenti straordinari. Ma c'è qualcosa di interessante nella sua scelta di invocare il titolo ufficiale di Voq all'interno dell'Impero Klingon, che parla di come entrambe le civiltà stiano ora lottando per capire il loro posto nel mondo», mentre Luxford ha commentato: «È bello vedere Burnham redenta». Scott Collura per IGN ha detto: «C'è una bella simmetria nei viaggi di Burnham e Voq/Tyler tra l'episodio pilota e questo finale [della prima stagione], con Michael che ancora una volta inscena una sorta di ammutinamento, solo che questa volta lo fa per tutte le giuste ragioni e con anche il sostegno dei suoi amici».
Nel 2017, Screen Rant ha classificato Michael Burnham come la sesta persona più attraente nell'universo di Star Trek, tra Worf e Spock.
Nel 2019, Cinema Blend ha classificato Michael Burnham il settimo miglior personaggio della Flotta Stellare di tutti i tempi. Nel 2019, Michael Burnham è stata classificata da Syfy come il personaggio più sexy di Star Trek.

## Merchandising
- La Mego, storica casa di giocattoli statunitense celebre negli anni settanta per le action figure di personaggi dei supereroi DC Comics e Marvel e di numerosi telefilm, compresa la serie classica di Star Trek, rinata nel 2018 ha commercializzato nella propria linea di action figure da 8" Star Trek alcuni personaggi della serie televisiva Star Trek: Discovery, compreso quello di Michael Burnham, che è stato distribuito nel 2020.[53]
- Nel 2022 la Playmates ha realizzato alcune action figure da 5" di personaggi di Star Trek, compresi i personaggi di Saru e Michael Burnham di Star Trek: Discovery.[54]
- La Funko ha realizzato l'action figure di Michael Burnham nella propria linea Pop!.
- Nel 2022 la Exo-6 ha realizzato un'action figure di Michael Burnham da 30 cm estremamente dettagliata e vestita così come appare nelle prime due stagioni della serie Discovery, completa di accessori e mani intercambiabili.[55]

## Filmografia
- Star Trek: Discovery - serie TV, 65 episodi (2017-2024)
- Star Trek: Short Treks - serie TV, episodio 2x04, (2019)
- Star Trek Logs - webserie, 7 episodi (2020-2022)

## Libri (parziale)
- (EN) David Mack, Desperate Hours, collana Star Trek: Discovery, n. 1, New York, Gallery Books, 2017, ISBN 1501164570.

## Giochi

### Videogiochi
- Star Trek Online (2010)